# Analytical Chemistry
Analytical Chemistry (nach ISO 4 als Anal. Chem. abgekürzt) ist eine derzeit im zweiwöchentlichen Rhythmus erscheinende wissenschaftliche Fachzeitschrift aus dem Bereich der Analytischen Chemie. Die Zeitschrift wurde erstmals 1929 unter dem Namen Industrial & Engineering Chemistry Analytical Edition verausgabt und zu Beginn des Jahres zu 1947 zu Analytical Chemistry umbenannt.
Analytical Chemistry ist eine Peer-Review-Zeitschrift, welche Arbeiten aus dem Bereich der Analytischen Chemie vorstellt. Die Reichweite der Beiträge umfasst moderne analytische Konzepte und Anwendungen aus den Teilbereichen Spektroskopie, Elektrochemie, Massenspektrometrie, Umweltanalyse und Bioanalytik.
Der Impact Factor lag im Jahr 2019 bei 6,785. Nach der Statistik des ISI Web of Knowledge wird das Journal 2014 in der Kategorie analytische Chemie an vierter Stelle von 74 Zeitschriften geführt.